# Nihonmatsu shōnentai

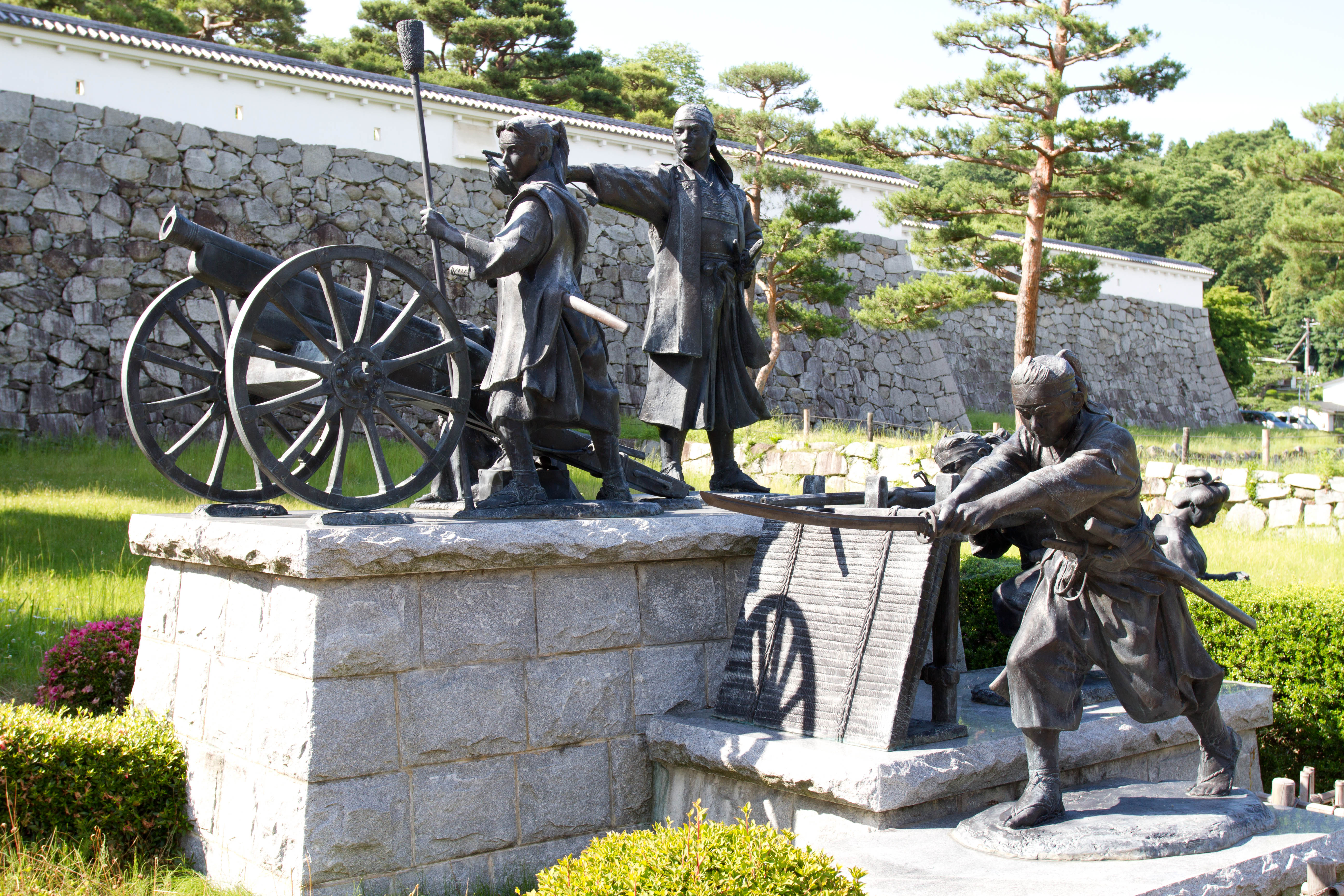
Monument en l'honneur du Nihonmatsu shōnentai

Le Nihonmatsu shōnentai (二本松少年隊, littéralement « brigade des jeunes de Nihonmatsu ») est un groupe d'environ 62 samouraï du domaine de Nihonmatsu, âgés de 12 à 17 ans qui prennent part à la guerre de Boshin.
Bien que la liste contient 62 noms, un sous-ensemble de 20 membres reste célèbre en raison de leur désignation dans la défense infructueuse du château de Nihonmatsu en 1868, sous le commandement de Kimura Jūtarō. Seize d'entre eux, dont Kimura, meurent dans les opérations de défense.